# カーブル＝ダルラマン・トラム

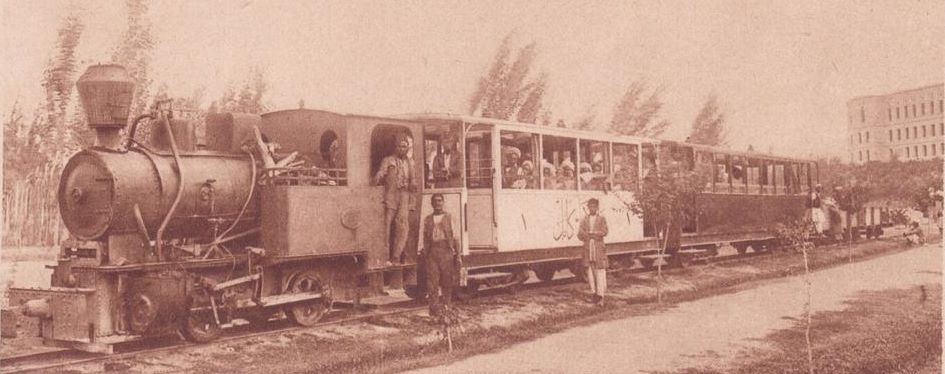
カーブル＝ダルラマン・トラム

カーブル＝ダルラマン・トラム（英: Kabul–Darulaman Tramway）は、かつてアフガニスタン王国（現・アフガニスタン・イスラム共和国）のカーブルにあった軌間762 mm (2 ft 6 in)の狭軌鉄道である。
当鉄道は、アマーヌッラー首長・国王（当時）によって1923年に建設された、延長8キロメートル (5.0 mi)の鉄道である。

## 歴史に関する記事
『カーブルからダルラマンの新都市の場所まで、鉄道が約6マイルの距離のために敷設されており、また、それらのための鉄道車両の一部が、カーブルの作業場で製造されていると、アフガニスタンからの旅行者は述べている。』と、「The Locomotive」誌の1922年12月号では言及している。
『現在、アフガニスタン唯一の鉄道は、カーブルとダルラマンの間で延長5マイルである。』と、「The Locomotive」誌の1928年8月号では言及している。
3両の小型蒸気機関車は、ドイツ国（現・ドイツ連邦共和国）カッセルの車両メーカーであるヘンシェルから入手している。

## 廃止
トラムは廃止（日付不詳）され、1940年代には解体・撤去されたが、ダルラマンのカーブル博物館（アフガニスタン国立博物館）に機関車がまだ存在している。

## 機関車
小型のヘンシェル車輪配置 0-4-0T蒸気機関車が3両在籍していたが、そのうちの2両がカーブル博物館で生き残っている。